# Малэнкий
«МАЛЭНКИЙ» — дебютный студийный альбом российского видеоблогера Кати Адушкиной, выпущенный 28 февраля 2020 года на лейбле DNK Music.

## Описание
Альбом состоит из 9 песен. Эксклюзивная версия альбома для Яндекс.Музыки содержит дополнительные интро к каждой из песен. Основная их мысль сводится к тому, что возраст не играет никакой роли, если ты действительно «горишь» своим делом, и что эйджизм в любом случае будет преследовать тебя всю жизнь:
Когда в 9 лет я начала снимать на YouTube, все были уверены, что недолго тут продержусь, ведь я малявка и мне нечего здесь делать. Я хочу, чтобы вам этого не говорили. Хочу, чтобы вы не сомневались в себе из-за возраста, а гордились тем, что вы «малэнкая» или «малэнкий». Ведь возраст — это всего лишь цифры, которые не имеют никакого значения. А главное — это то, что ты чувствуешь у себя внутри. Тем более вас всю жизнь хоть кто-то да будет постоянно называть «малэнкими», от этого не убежишь.

## Отзывы
Алексей Мажаев из InterMedia делает акцент на отличии комментариев в эксклюзивной версии альбома в Яндекс.Музыке от других подобных альбомов сервиса. Он считает, что Адушкина «вдохнула жизнь в практику „альбомов с комментариями“», называя прошлые попытки сервиса сделать подобное «не слишком вразумительными». По его мнению, артисты либо вели бессмысленные монологи на философские темы, либо давали короткий хвалебный комментарий по поводу предстоящего трека. Мажаев называет интро треков в альбоме Екатерины «очень чёткими, осмысленными и довольно милыми».
Перед первым треком «Делай дела» Катя говорит: «У меня очень много амбиций и целей. Поэтому я просто обязана сама для себя ежедневно пахать и работать над собой», желая того же слушателю. Мажаев называет саму песню менее запоминающейся, чем комментарий к ней и сетует о том, что подобное повторяется в каждом из треков, но подчёркивает, что под конец рецензента всё же цепляют некоторые треки. Например, «Точка» — эмоциональная песня о конце её любовных отношений, а также «ВХПМП», название которой расшифровывается как «Ваш хейт — просто мой пиар», так как она посвящена её недоброжелателям, поэтому звучит резче других.
Алексей Мажаев также делает акцент на том, что пластинка Адушкиной ничего не говорит о её перспективах в музыке, но предрекает ей большое будущее в телекарьере. Её комментарии говорят сами за себя: в них повествуется о том, что она привыкла работать на камеру, обладает приятным тембром и хорошей дикцией, а также уверена в себе, что ей и поможет стать хорошей телеведущей — «как минимум она сможет продавать ювелирные украшения в „Магазине на диване“, но способна добиться и гораздо большего».

## Список композиций

### Обычная версия
| №                   | Название                        | Длительность |
| ------------------- | ------------------------------- | ------------ |
| 1.                  | «Делай дела»                    | 2:37         |
| 2.                  | «Малэнкий малчик»               | 3:26         |
| 3.                  | «Лучше»                         | 3:17         |
| 4.                  | «2x2» (при уч. Анфисы Ибадовой) | 3:13         |
| 5.                  | «Каждый день»                   | 2:39         |
| 6.                  | «С тобой»                       | 3:01         |
| 7.                  | «Точка.»                        | 4:00         |
| 8.                  | «ВХПМП» (Скит)                  | 0:57         |
| 9.                  | «ВХПМП»                         | 2:56         |
| Общая длительность: | Общая длительность:             | 26:06        |

### Deluxe-версия
| №                   | Название                        | Длительность |
| ------------------- | ------------------------------- | ------------ |
| 1.                  | «Делай дела» (Intro)            | 0:22         |
| 2.                  | «Делай дела»                    | 2:37         |
| 3.                  | «Малэнкий малчик» (Intro)       | 0:40         |
| 4.                  | «Малэнкий малчик»               | 3:26         |
| 5.                  | «Лучше» (Intro)                 | 0:25         |
| 6.                  | «Лучше»                         | 3:17         |
| 7.                  | «2x2» (Intro)                   | 0:27         |
| 8.                  | «2x2» (при уч. Анфисы Ибадовой) | 3:13         |
| 9.                  | «Каждый день» (Intro)           | 0:22         |
| 10.                 | «Каждый день»                   | 2:39         |
| 11.                 | «С тобой» (Intro)               | 0:17         |
| 12.                 | «С тобой»                       | 3:01         |
| 13.                 | «Точка» (Intro)                 | 0:24         |
| 14.                 | «Точка»                         | 4:00         |
| 15.                 | «ВХПМП» (Скит)                  | 0:57         |
| 16.                 | «ВХПМП» (Intro)                 | 0:36         |
| 17.                 | «ВХПМП»                         | 2:56         |
| Общая длительность: | Общая длительность:             | 29:39        |